# Cellule dei glomi
Le cellule dei glomi (tipo I) sono dei chemiorecettori periferici, situati principalmente nei corpi carotidei e corpi aortici, che aiuta il corpo a regolare la respirazione. Quando vi è una diminuzione del pH nel sangue, una diminuzione della pressione parziale di ossigeno (pO2) o un aumento di anidride carbonica (pCO2), i corpi carotidei e i corpi aortici segnalano al midollo allungato, specificamente nel centro inspiratorio dorsale del midollo allungato, per aumentare il volume e la velocità della respirazione. Le cellule dei glomi hanno un alto tasso metabolico, una buona perfusione sanguigna e quindi sono sensibili alle variazioni di tensione dei gas nel sangue arterioso. Tali cellule sono molto simili strutturalmente ai neuroni e in effetti derivano dalla cresta neurale, mentre le cellule di tipo II sono simili come funzione alla neuroglia.
I gangli autonomici innervano le cellule gliomiche e alcuni gangli simpatici presinaptici. Le fibre nervose raccolgono i segnali inviati dalle cellule glomiche e li trasmettono al sistema nervoso centrale per il trattamento.
L'informazione entro i chemocettori è mediata dal rilascio di neurotrasmettitori dalle cellule gliomiche, tra dopamina, noradrenalina, acetilcolina, sostanza P, peptide intestinale vasoattivo ed encefaline. La vasopressina inibisce la risposta delle cellule glomiche all'ipossia, presumibilmente perché la solita risposta all'ipossia è la vasodilatazione, che in caso di ipovolemia deve essere evitata. Inoltre, le cellule dei glomi sono altamente reattive all'angiotensina II attraverso i recettori AT1.